# Chicago Fire Football Club
Il Chicago Fire Football Club, noto semplicemente come Chicago Fire, è una società calcistica statunitense con sede nella città di Chicago (Illinois). Milita nella Major League Soccer dal 1998 e disputa le proprie partite casalinghe all'U.S. Soldier Field, impianto da 60.000 posti a sedere.
Fondato nel 1998, alla sua stagione di esordio il club vinse sùbito il titolo MLS e la Lamar Hunt Open Cup, trofeo che ha poi conquistato altre tre volte nel corso della sua storia (2000, 2003, 2006); nel suo palmarès figura anche un MLS Supporters' Shield, vinto nel 2003.
Oltre alla prima squadra, i Chicago Fire avevano anche una formazione di riserve che giocava nella Premier Development League. Dal 2001 al 2005 erano conosciuti come Chicago Fire Reserves. Nel 2006 sono stati ribattezzati Chicago Fire Premier. Dalla stagione 2008, la squadra veniva solitamente chiamata Chicago Fire PDL, sebbene il nome ufficiale della squadra non fosse cambiato. Hanno giocato l'ultima volta nel 2016, scegliendo di lasciare il Premier Development League.

## Storia
Il club fu fondato l'8 ottobre 1997 nel giorno del 126º anniversario del grande incendio di Chicago (8 ottobre 1871). La squadra si propose immediatamente come modello multiculturale, avendo tra le sue file calciatori di origine polacca (Piotr Nowak, Jerzy Podbrożny), messicana (Jorge Campos) e ceca (Luboš Kubík).
Il primo allenatore dei Fire fu Bob Bradley, originario dello stato di New York, che, al termine della stagione 2002, lasciò inaspettatamente la squadra per trasferirsi ai New York/New Jersey MetroStars; dopo molte ricerche, la scelta del club per sostituire Bradley cadde su Dave Sarachan, vice allenatore della nazionale statunitense. Sotto la guida del nuovo tecnico la squadra giunse subito alla finale nazionale per il titolo: nella finale disputata a Carson (California) prevalsero tuttavia i San Jose Earthquakes, anche se i Fire furono la squadra migliore durante la regular season (per la quale furono premiati con il Supporters' Shield). In quello stesso anno Nowak si ritirò dal calcio giocato per assumere un incarico dirigenziale in società, incarico che tenne per un solo anno prima di trasferirsi a Washington per diventare allenatore del D.C. United.
I rivali d'elezione del Fire sono i texani del Dallas. Dal 2001 i due club concorrono annualmente alla Brimstone Cup - trofeo messo in palio dai rispettivi sostenitori - che va alla squadra che, nella regular season, si è piazzata in posizione migliore in classifica. Nel corso della sua storia, il Chicago Fire ha annoverato e annovera calciatori di richiamo, quali i nazionali statunitensi Armas, Klopas, Wynalda, Beasley, Wolff, Sanneh, Bocanegra e Mapp, bulgaro Stoichkov, l'honduregno Guerrero ed il tedesco Schweinsteiger.

## Colori e simboli

### Colori
Il disegno delle maglie richiama l'abbigliamento di un vigile del fuoco, con una striscia orizzontale bianca all'altezza del petto e del dorso su uno sfondo completamente rosso. Sulla striscia bianca campeggia in argento la scritta FIRE. Le maglie da trasferta sono bianche con inserti rossi, ma quelle originarie erano uguali a quelle per gli incontri interni, con la differenza che la tenuta era nera invece che rossa. I fornitori tecnici sono stati originariamente Nike e Puma; dal 2006 è l'Adidas.
Nel 2014 è stata presentata una terza maglia disegnata da un tifoso che ha vinto un contest indetto dal club. La maglia è nera con i colori e le stelle della bandiera di Chicago sulla manica, inoltre la grafica sul retro riprende la celebre Willis Tower.
Sebbene non facente parte dei colori delle tenute da gara, i tifosi spesso utilizzano sciarpe e gagliardetti che fanno largo uso del blu scuro, presente sia sullo sfondo del logo che nel crest civico della città di Chicago.

#### Evoluzione delle divise
- Casa

| Nike 1998-1999 | Nike 2000-2002 | Puma 2003-2005 | Adidas 2006–2007 | Adidas 2008–2009 |  |

| Adidas 2010–2011 | Adidas 2012–2013 | Adidas 2014–2015 | Adidas 2016–2017 | Adidas 2018–2019 |  |

| 2020 |

- Trasferta

| Adidas 2006–2007 | Adidas 2008–2009 | Adidas 2010–2011 | Adidas 2012–2013 | Adidas 2014 |  |

| Adidas 2015–2016 | Adidas 2017–2018 | Adidas 2019-2020 |

### Simboli

#### Stemma

Il logo originale del club del 1997

L'originale logo del club richiamava nella forma quello dei vigili del fuoco, a una cui impresa peraltro la sua fondazione si ispira. Al centro del logo campeggia una “C” che simboleggia la città di Chicago e la stella a sei punte, della quale si vedono solo le estremità che fuoriescono dal disco centrale con il monogramma cittadino, fanno riferimento alle quattro stelle a sei punte raffigurate nel gonfalone della città.

Il logo del club da metà stagione 2021

Il 21 novembre 2019 il club rende noto di aver cambiato nome da Chicago Fire Soccer Club a Chicago Fire Football Club, con annesso cambio di logo. Nel nuovo stemma, di forma ovale a sfondo blu scuro, è rappresentata una fiamma di colore rosso e oro, che si richiama al nome del club e simboleggia il grande incendio occorso in città nel 1871. 
Prima della sua presentazione, il rebranding è trapelato sui social media e ha ottenuto una "feedback molto negativo" dai fan. I punti discordanti sono stati due: il confronto con la "Fire Crown", che alcuni fan temevano ricordasse il logo della banda di strada dei Latin Kings, e il logo esistente dei Vancouver Whitecaps, che utilizza una serie simile di triangoli specchiati. Da parte sua, la società ha risposto alle recensioni negative dichiarando che i nuovi loghi richiedono tempo e che i risultati si sarebbero visti sul lungo periodo, insistendo sul fatto che non ci sarebbero stati procedure per far rivivere il vecchio logo.
A metà della stagione 2021, il club ha svelato un nuovo stemma, adottandolo completamente a partire dal 2022.

## Strutture

### Stadio

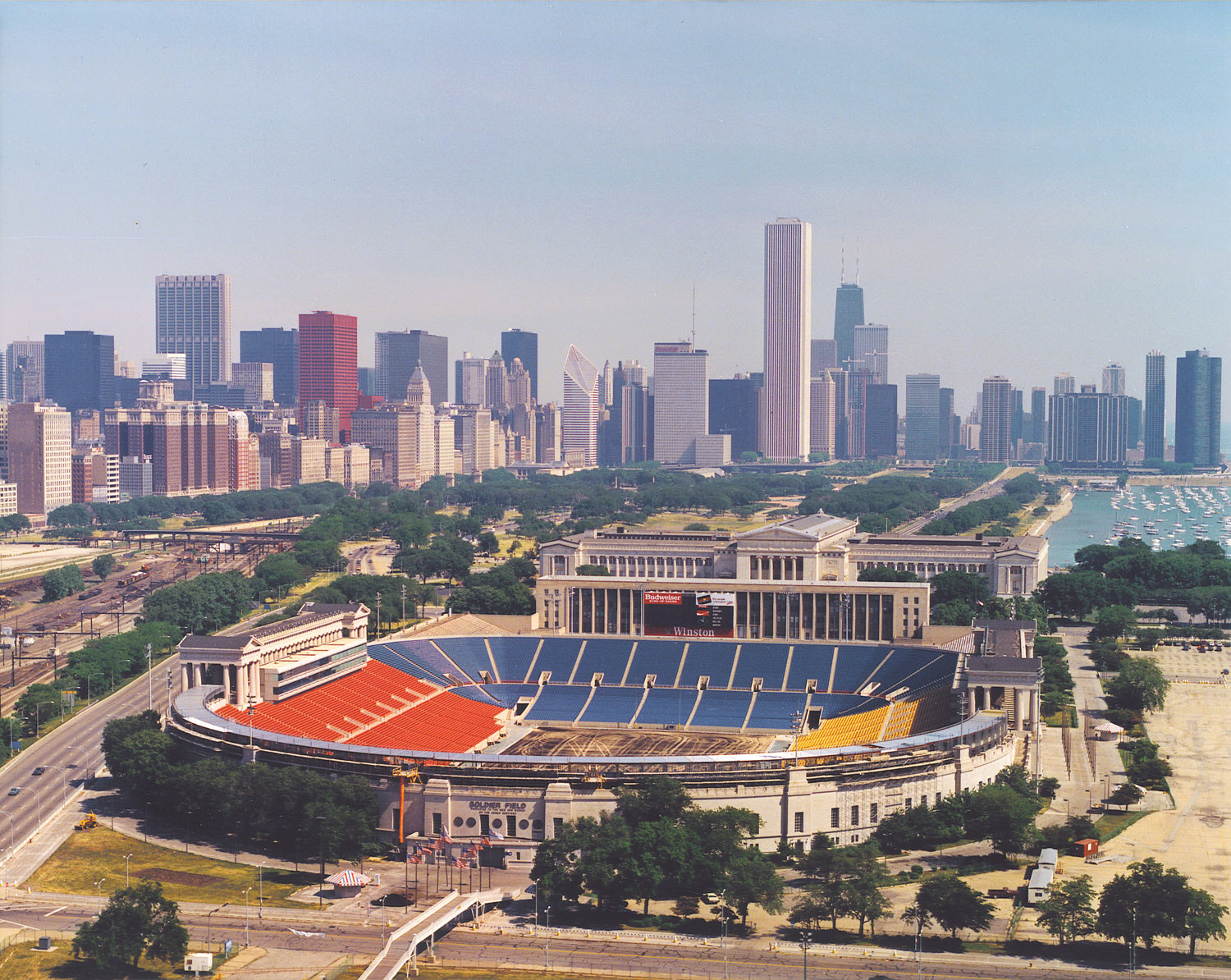
il Soldier Field

A partire dalla stagione 2020, il Chicago Fire disputa le proprie partite casalinghe al Soldier Field, storico stadio situato nel centro di Chicago, inaugurato nel 1924 e completamente ristrutturato e riaperto al pubblico nel 2004. Tale impianto fu anche lo stadio di casa dell'ormai scomparsa Chicago Sting, squadra campione dell'ultima edizione della North American Soccer League nel 1984, ed è utilizzato dalle varie squadre di football americano dell'area cittadina. Il Soldier Field, che tra l'altro ospitò anche la partita inaugurale del campionato del mondo 1994 Germania - Bolivia più altri 4 incontri, tra cui l'ottavo di finale Germania - Belgio, era stato utilizzato dal Chicago Fire come stadio di casa della squadra anche dal momento della fondazione del club al 2001 e dal 2004 al 2006.
La struttura dello stadio è classicheggiante sul modello dei vecchi impianti britannici (ad esempio lo stadio Ibrox di Glasgow): il frontale è a cortina di mattoni rossi, l'ingresso è ad arcate e le prime file sono a meno di due metri e mezzo dal campo di gioco. Lo stadio ospita anche la Illinois Soccer Hall of Fame nonché gli uffici amministrativi dei Chicago Fire.

#### Altre strutture

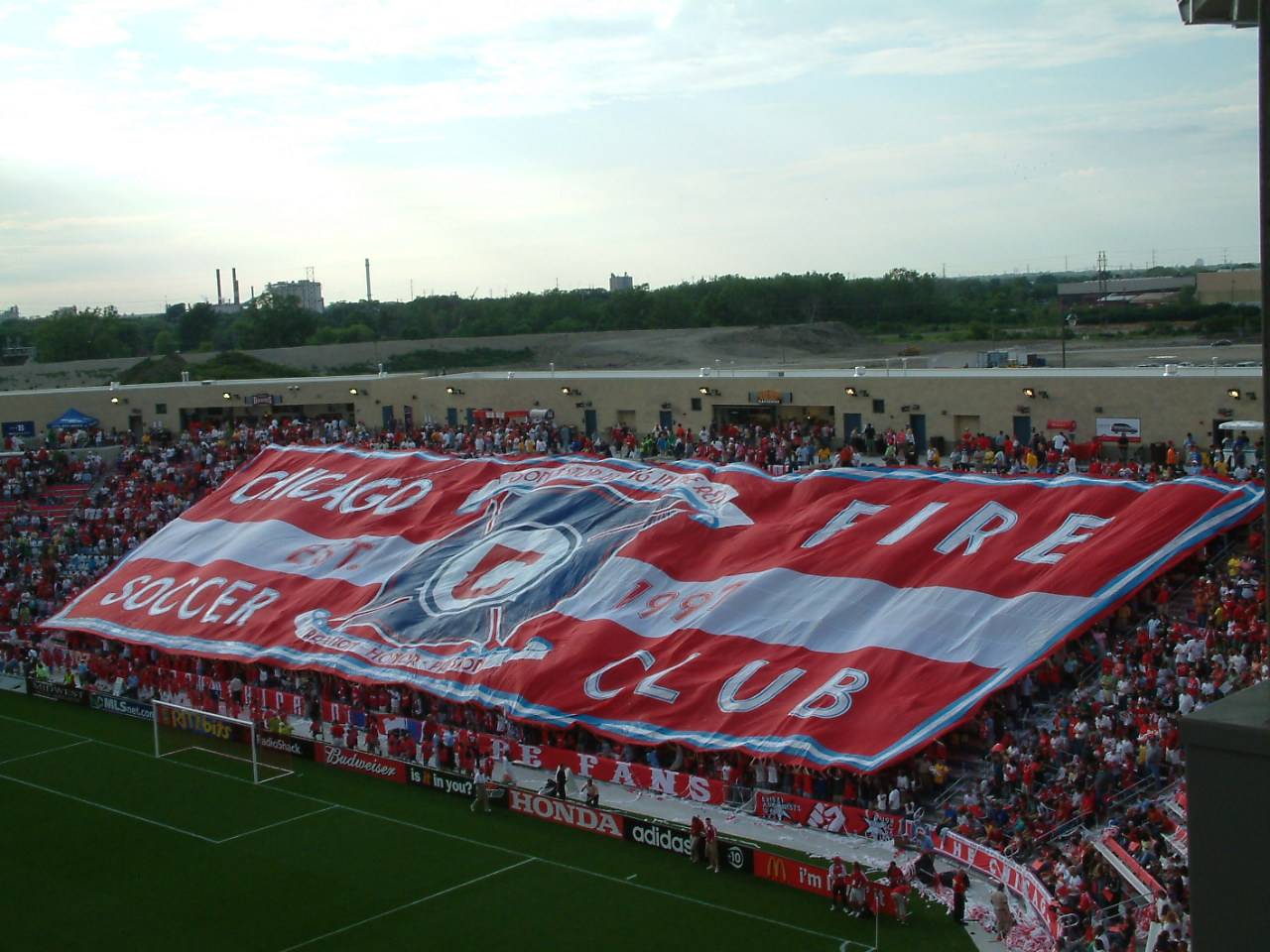
Tifosi al Toyota Park

Nelle stagioni 2002 e 2003, in cui fu in corso la ristrutturazione del Soldier Field, il Chicago Fire giocò nello stadio “Benedetti-Wehrli” (noto anche come Cardinal Stadium) di Naperville, comune a circa 50 km a ovest di Chicago. Tale impianto, prevalentemente utilizzato per le attività sportive universitarie, ospita circa 15.000 spettatori.
Dal 2006 al 2019 il club ha disputato le proprie gare interne al SeatGeek Stadium, sponsorizzato dal 2006 al 2018 dalla casa automobilistica giapponese Toyota. Esso si trova in un centro a circa 20 km a nord di Chicago, Bridgeview, la cui municipalità è proprietaria dell'impianto, inaugurato l'11 giugno 2006. Dotato di servizi d'accoglienza come alberghi e ristoranti, può ospitare 20.000 spettatori ed è polivalente. Ospita anche regolarmente incontri di lacrosse, uno sport tipicamente americano, vagamente affine all'hockey su prato.

## Società

### Sponsor
| Cronologia degli sponsor tecnici - Nike (1998-2002) - Puma (2003-2005) - Adidas (2006-oggi) |

## Allenatori e presidenti
| Allenatori del Chicago Fire - Bob Bradley (1998-2002) - Dave Sarachan (2003-2007) - Juan Carlos Osorio (2007) - Denis Hamlett (2008-2009) - Carlos de los Cobos (2010-2011) - Fōtios Klopas (2011-2013) - Frank Yallop (2013-2015) - Veljko Paunović (2016-2019) - Raphaël Wicky (2020-2021) - Ezra Hendrickson (2022-2023) - Fōtios Klopas (2024) - Gregg Berhalter (2025) | Presidenti del Chicago Fire - Robert Sanderman (1997-2000) - Peter Wilt (2001-2005) - John Guppy (2005-2008) - Javier León (2008 interim) - Dave Greeley (2008-2010) - Javier León (2010 interim) - Julian Posada (2010-2012) - Nelson Rodríguez (2018-2019) - Joe Mansueto (2019-) |

## Palmarès

### Competizioni nazionali
- Campionato MLS: 1

1998
- Lamar Hunt U.S. Open Cup: 4

1998, 2000, 2003, 2006
- MLS Supporters' Shield: 1

2003

### Altre competizioni
- Campionato MLS:

Finalista: 2000, 2003
- Lamar Hunt U.S. Open Cup:

Finalista: 2004, 2011
- SuperLiga nordamericana:

Finalista: 2009

## Organico

### Rosa 2025
Rosa e numerazione aggiornate al 14 agosto 2025.
| N. |                           | Ruolo | Calciatore           |
| -- | ------------------------- | ----- | -------------------- |
| 1  | Stati Uniti (bandiera)    | P     | Chris Brady          |
| 2  | Portogallo (bandiera)     | D     | Leonardo Barroso     |
| 3  | Stati Uniti (bandiera)    | D     | Jack Elliott         |
| 4  | Colombia (bandiera)       | D     | Carlos Terán         |
| 5  | Stati Uniti (bandiera)    | D     | Sam Rogers           |
| 6  | Mali (bandiera)           | C     | Rominigue Kouamé     |
| 7  | Svizzera (bandiera)       | C     | Maren Haile-Selassie |
| 8  | Stati Uniti (bandiera)    | D     | Chris Mueller        |
| 9  | Belgio (bandiera)         | A     | Hugo Cuypers         |
| 11 | Belgio (bandiera)         | A     | Philip Zinckernagel  |
| 12 | Stati Uniti (bandiera)    | A     | Tom Barlow           |
| 15 | Stati Uniti (bandiera)    | D     | Andrew Gutman        |
| 17 | Stati Uniti (bandiera)    | C     | Brian Gutiérrez      |
| 19 | Costa d'Avorio (bandiera) | A     | Jonathan Bamba       |
| 20 | Grecia (bandiera)         | A     | Giōrgos Koutsias     |
| 22 | Stati Uniti (bandiera)    | C     | Mauricio Pineda      |

| N. |                           | Ruolo | Calciatore        |
| -- | ------------------------- | ----- | ----------------- |
| 23 | Stati Uniti (bandiera)    | C     | Kellyn Acosta     |
| 24 | Stati Uniti (bandiera)    | D     | Jonathan Dean     |
| 25 | Stati Uniti (bandiera)    | P     | Jeff Gal          |
| 26 | Guyana (bandiera)         | A     | Omari Glasgow     |
| 27 | Stati Uniti (bandiera)    | C     | Dylan Borso       |
| 28 | Stati Uniti (bandiera)    | A     | Dean Boltz        |
| 34 | Stati Uniti (bandiera)    | D     | Omar Gonzalez     |
| 35 | Stati Uniti (bandiera)    | C     | Sergio Oregel     |
| 36 | Stati Uniti (bandiera)    | D     | Justin Reynolds   |
| 37 | Stati Uniti (bandiera)    | C     | Robert Turdean    |
| 38 | Stati Uniti (bandiera)    | C     | Christopher Cupps |
| 42 | Costa d'Avorio (bandiera) | C     | Djé D'Avilla      |
| 47 | Stati Uniti (bandiera)    | C     | Sam Williams      |
| 77 | Stati Uniti (bandiera)    | D     | Chase Gasper      |
|    | Portogallo (bandiera)     | A     | André Franco      |

### Rosa 2024
Rosa e numerazione aggiornate al 16 marzo 2024.
| N. |                        | Ruolo | Calciatore           |
| -- | ---------------------- | ----- | -------------------- |
| 2  | Francia (bandiera)     | D     | Arnaud Souquet       |
| 4  | Colombia (bandiera)    | D     | Carlos Terán         |
| 5  | Germania (bandiera)    | D     | Rafael Czichos       |
| 7  | Svizzera (bandiera)    | C     | Maren Haile-Selassie |
| 8  | Stati Uniti (bandiera) | D     | Chris Mueller        |
| 9  | Belgio (bandiera)      | A     | Hugo Cuypers         |
| 12 | Stati Uniti (bandiera) | A     | Tom Barlow           |
| 14 | Danimarca (bandiera)   | D     | Tobias Salquist      |
| 15 | Stati Uniti (bandiera) | D     | Andrew Gutman        |
| 16 | Stati Uniti (bandiera) | D     | Wyatt Omsberg        |
| 17 | Stati Uniti (bandiera) | C     | Brian Gutiérrez      |
| 18 | Stati Uniti (bandiera) | P     | Spencer Richey       |
| 19 | Grecia (bandiera)      | A     | Giōrgos Koutsias     |
| 21 | Germania (bandiera)    | C     | Fabian Herbers       |

| N. |                        | Ruolo | Calciatore       |
| -- | ---------------------- | ----- | ---------------- |
| 22 | Stati Uniti (bandiera) | C     | Mauricio Pineda  |
| 23 | Stati Uniti (bandiera) | C     | Kellyn Acosta    |
| 24 | Stati Uniti (bandiera) | D     | Jonathan Dean    |
| 25 | Stati Uniti (bandiera) | P     | Jeff Gal         |
| 27 | Svizzera (bandiera)    | D     | Allan Arigoni    |
| 30 | Paraguay (bandiera)    | C     | Gastón Giménez   |
| 31 | Argentina (bandiera)   | C     | Federico Navarro |
| 33 | Stati Uniti (bandiera) | A     | Victor Bezerra   |
| 34 | Stati Uniti (bandiera) | P     | Chris Brady      |
| 35 | Stati Uniti (bandiera) | C     | Sergio Oregel    |
| 37 | Stati Uniti (bandiera) | C     | Javier Casas     |
| 77 | Stati Uniti (bandiera) | D     | Chase Gasper     |
| 78 | Stati Uniti (bandiera) | P     | Bryan Dowd       |

### Rosa 2023
Rosa e numerazione aggiornate al 14 gennaio 2023.
| N. |                        | Ruolo | Calciatore           |
| -- | ---------------------- | ----- | -------------------- |
| 2  | Francia (bandiera)     | D     | Arnaud Souquet       |
| 3  | Messico (bandiera)     | D     | Alonso Aceves        |
| 4  | Colombia (bandiera)    | D     | Carlos Terán         |
| 5  | Germania (bandiera)    | D     | Rafael Czichos       |
| 6  | Venezuela (bandiera)   | D     | Miguel Navarro       |
| 7  | Svizzera (bandiera)    | C     | Maren Haile-Selassie |
| 8  | Stati Uniti (bandiera) | D     | Chris Mueller        |
| 10 | Svizzera (bandiera)    | A     | Xherdan Shaqiri      |
| 11 | Polonia (bandiera)     | A     | Kacper Przybyłko     |
| 16 | Stati Uniti (bandiera) | D     | Wyatt Omsberg        |
| 17 | Stati Uniti (bandiera) | C     | Brian Gutiérrez      |
| 18 | Stati Uniti (bandiera) | P     | Spencer Richey       |
| 20 | Messico (bandiera)     | C     | Jairo Torres         |
| 21 | Germania (bandiera)    | C     | Fabian Herbers       |

| N. |                         | Ruolo | Calciatore        |
| -- | ----------------------- | ----- | ----------------- |
| 22 | Stati Uniti (bandiera)  | C     | Mauricio Pineda   |
| 23 | Sierra Leone (bandiera) | A     | Kei Kamara        |
| 24 | Stati Uniti (bandiera)  | D     | Jonathan Dean     |
| 25 | Stati Uniti (bandiera)  | P     | Jeff Gal          |
| 27 | Stati Uniti (bandiera)  | D     | Kendall Burks     |
| 30 | Paraguay (bandiera)     | C     | Gastón Giménez    |
| 31 | Argentina (bandiera)    | C     | Federico Navarro  |
| 32 | Stati Uniti (bandiera)  | A     | Missael Rodrìguez |
| 33 | Stati Uniti (bandiera)  | A     | Victor Bezerra    |
| 34 | Stati Uniti (bandiera)  | P     | Brady             |
| 35 | Stati Uniti (bandiera)  | C     | Sergio Oregel     |
| 37 | Stati Uniti (bandiera)  | C     | Javier Casas      |
| 38 | Stati Uniti (bandiera)  | C     | Alex Monis        |
| 39 | Stati Uniti (bandiera)  | C     | Allan Rodriguez   |

### Rosa 2022
Rosa e numerazione aggiornate al 28 agosto 2022.
| N. |                        | Ruolo | Calciatore         |
| -- | ---------------------- | ----- | ------------------ |
| 1  | Stati Uniti (bandiera) | P     | Gabriel Slonina    |
| 2  | Slovacchia (bandiera)  | D     | Boris Sekulić      |
| 3  | Stati Uniti (bandiera) | D     | Jonathan Bornstein |
| 5  | Germania (bandiera)    | D     | Rafael Czichos     |
| 6  | Venezuela (bandiera)   | D     | Miguel Navarro     |
| 7  | Messico (bandiera)     | C     | Jairo Torres       |
| 8  | Stati Uniti (bandiera) | D     | Chris Mueller      |
| 10 | Svizzera (bandiera)    | A     | Xherdan Shaqiri    |
| 11 | Polonia (bandiera)     | A     | Kacper Przybyłko   |
| 14 | Ecuador (bandiera)     | D     | Jhon Espinoza      |
| 18 | Stati Uniti (bandiera) | P     | Spencer Richey     |
| 20 | Stati Uniti (bandiera) | D     | Wyatt Omsberg      |
| 21 | Germania (bandiera)    | C     | Fabian Herbers     |
| 22 | Stati Uniti (bandiera) | C     | Mauricio Pineda    |
| 23 | Colombia (bandiera)    | D     | Carlos Terán       |

| N. |                        | Ruolo | Calciatore        |
| -- | ---------------------- | ----- | ----------------- |
| 26 | Colombia (bandiera)    | A     | Jhon Durán        |
| 27 | Stati Uniti (bandiera) | D     | Kendall Burks     |
| 30 | Paraguay (bandiera)    | C     | Gastón Giménez    |
| 31 | Argentina (bandiera)   | C     | Federico Navarro  |
| 32 | Stati Uniti (bandiera) | A     | Missael Rodrìguez |
| 33 | Stati Uniti (bandiera) | A     | Victor Bezerra    |
| 34 | Stati Uniti (bandiera) | P     | Chris Brady       |
| 35 | Stati Uniti (bandiera) | C     | Sergio Oregel     |
| 36 | Stati Uniti (bandiera) | D     | Andre Reynolds II |
| 37 | Stati Uniti (bandiera) | C     | Javier Casas      |
| 38 | Stati Uniti (bandiera) | C     | Alex Monis        |
| 39 | Stati Uniti (bandiera) | C     | Allan Rodriguez   |
| 40 | Stati Uniti (bandiera) | C     | Brian Gutiérrez   |
| 45 | El Salvador (bandiera) | C     | Harold Osorio     |
| 99 | Bulgaria (bandiera)    | C     | Stanislav Ivanov  |

### Rosa 2020
Rosa e numerazione aggiornate al 13 agosto 2020.
| N. |                        | Ruolo | Calciatore            |
| -- | ---------------------- | ----- | --------------------- |
| 1  | Stati Uniti (bandiera) | P     | Bobby Shuttleworth    |
| 2  | Slovacchia (bandiera)  | D     | Boris Sekulić         |
| 3  | Stati Uniti (bandiera) | D     | Jonathan Bornstein    |
| 4  | Paesi Bassi (bandiera) | D     | Johan Kappelhof       |
| 5  | Costa Rica (bandiera)  | D     | Francisco Calvo       |
| 6  | Venezuela (bandiera)   | D     | Miguel Navarro        |
| 7  | Argentina (bandiera)   | C     | Ignacio Aliseda       |
| 8  | Serbia (bandiera)      | D     | Luka Stojanović       |
| 9  | Stati Uniti (bandiera) | A     | C. J. Sapong          |
| 10 | Spagna (bandiera)      | C     | Álvaro Medrán         |
| 11 | Polonia (bandiera)     | C     | Przemysław Frankowski |
| 13 | Stati Uniti (bandiera) | C     | Brandt Bronico        |
| 14 | Stati Uniti (bandiera) | C     | Djordje Mihailović    |
| 16 | Uganda (bandiera)      | C     | Micheal Azira         |

| N. |                          | Ruolo | Calciatore        |
| -- | ------------------------ | ----- | ----------------- |
| 18 | Stati Uniti (bandiera)   | P     | Kenneth Kronholm  |
| 20 | Stati Uniti (bandiera)   | D     | Wyatt Omsberg     |
| 21 | Germania (bandiera)      | C     | Fabian Herbers    |
| 22 | Stati Uniti (bandiera)   | C     | Mauricio Pineda   |
| 24 | Stati Uniti (bandiera)   | P     | Connor Sparrow    |
| 27 | Slovenia (bandiera)      | A     | Robert Berič      |
| 28 | Nuova Zelanda (bandiera) | A     | Elliot Collier    |
| 30 | Argentina (bandiera)     | C     | Gastón Giménez    |
| 32 | Stati Uniti (bandiera)   | P     | Gabriel Slonina   |
| 33 | Stati Uniti (bandiera)   | C     | Jeremiah Gutjahr  |
| 36 | Stati Uniti (bandiera)   | D     | Andre Reynolds II |
| 37 | Stati Uniti (bandiera)   | C     | Javier Casas      |
| 40 | Stati Uniti (bandiera)   | C     | Brian Gutiérrez   |
| 99 | Bulgaria (bandiera)      | C     | Stanislav Ivanov  |

### Rosa 2019
Rosa e numerazione aggiornate al 3 aprile 2019.
| N. |                        | Ruolo | Calciatore            |
| -- | ---------------------- | ----- | --------------------- |
| 1  | Danimarca (bandiera)   | P     | David Ousted          |
| 2  | Brasile (bandiera)     | D     | Marcelo               |
| 4  | Paesi Bassi (bandiera) | D     | Johan Kappelhof       |
| 5  | Costa Rica (bandiera)  | D     | Francisco Calvo       |
| 6  | Stati Uniti (bandiera) | C     | Dax McCarty           |
| 7  | Canada (bandiera)      | C     | Raheem Edwards        |
| 9  | Stati Uniti (bandiera) | A     | C.J. Sapong           |
| 10 | Serbia (bandiera)      | C     | Aleksandar Katai      |
| 11 | Polonia (bandiera)     | C     | Przemysław Frankowski |
| 12 | Stati Uniti (bandiera) | A     | Amando Moreno         |
| 13 | Stati Uniti (bandiera) | C     | Brandt Bronico        |
| 14 | Stati Uniti (bandiera) | C     | Djordje Mihailović    |
| 15 | Stati Uniti (bandiera) | D     | Grant Lillard         |

| N. |                        | Ruolo | Calciatore             |
| -- | ---------------------- | ----- | ---------------------- |
| 17 | Costa Rica (bandiera)  | D     | Diego Campos           |
| 18 | Panama (bandiera)      | C     | Cristian Martínez      |
| 19 | Inghilterra (bandiera) | C     | Mo Adams               |
| 20 | Argentina (bandiera)   | C     | Nicolás Gaitán         |
| 21 | Germania (bandiera)    | C     | Fabian Herbers         |
| 23 | Ungheria (bandiera)    | A     | Nemanja Nikolić        |
| 25 | Cuba (bandiera)        | D     | Jorge Corrales         |
| 27 | Stati Uniti (bandiera) | P     | Kenneth Kronholm       |
| 31 | Germania (bandiera)    | C     | Bastian Schweinsteiger |
| 33 | Stati Uniti (bandiera) | C     | Jeremiah Gutjahr       |
| 36 | Stati Uniti (bandiera) | D     | Andre Reynolds II      |
| 45 | Messico (bandiera)     | P     | Richard Sánchez        |

### Rosa 2018
Rosa e numerazione aggiornate al 29 agosto 2018.
| N. |                        | Ruolo | Calciatore         |
| -- | ---------------------- | ----- | ------------------ |
| 2  | Stati Uniti (bandiera) | C     | Matt Polster       |
| 3  | Stati Uniti (bandiera) | D     | Brandon Vincent    |
| 4  | Paesi Bassi (bandiera) | D     | Johan Kappelhof    |
| 5  | Armenia (bandiera)     | A     | Yura Movsisyan     |
| 6  | Stati Uniti (bandiera) | C     | Dax McCarty        |
| 7  | Canada (bandiera)      | C     | Raheem Edwards     |
| 8  | Paesi Bassi (bandiera) | A     | Michael de Leeuw   |
| 9  | Argentina (bandiera)   | A     | Luis Solignac      |
| 10 | Serbia (bandiera)      | C     | Aleksandar Katai   |
| 13 | Stati Uniti (bandiera) | C     | Brandt Bronico     |
| 14 | Stati Uniti (bandiera) | C     | Djordje Mihailović |
| 15 | Stati Uniti (bandiera) | D     | Grant Lillard      |

| N. |                          | Ruolo | Calciatore             |
| -- | ------------------------ | ----- | ---------------------- |
| 18 | Stati Uniti (bandiera)   | C     | Drew Conner            |
| 20 | Stati Uniti (bandiera)   | C     | Daniel Johnson         |
| 21 | Stati Uniti (bandiera)   | A     | Alan Gordon            |
| 22 | Liechtenstein (bandiera) | D     | Nicolas Hasler         |
| 23 | Ungheria (bandiera)      | A     | Nemanja Nikolić        |
| 25 | Costa Rica (bandiera)    | D     | Jorge Corrales         |
| 26 | Stati Uniti (bandiera)   | D     | Christian Dean         |
| 30 | Stati Uniti (bandiera)   | P     | Stefan Cleveland       |
| 31 | Germania (bandiera)      | C     | Bastian Schweinsteiger |
| 32 | Stati Uniti (bandiera)   | P     | Patrick McLain         |
| 45 | Messico (bandiera)       | P     | Richard Sánchez        |
|    | Costa Rica (bandiera)    | A     | Marco Ureña            |